# David Croft
David Croft, właśc. David John Sharland (ur. 7 września 1922 w Poole, zm. 27 września 2011 w Tavirze) – brytyjski reżyser, scenarzysta, producent telewizyjny i aktor. Jeden z najpopularniejszych autorów seriali komediowych w historii brytyjskiej telewizji. Był współtwórcą seriali ’Allo ’Allo! i Pan wzywał, milordzie?, do jego najbardziej znanych produkcji należą także Armia tatuśka, Are You Being Served? i Hi-de-Hi!. Był czternastokrotnie nominowany do nagrody BAFTA, otrzymał ją dwa razy, w tym raz za całokształt twórczości.

## Życiorys

### Pochodzenie i młodość
Był synem pary aktorów. Jego rodzice rozstali się, gdy był kilkuletnim dzieckiem. Ojciec, Reginald Sharland, wyjechał później do Hollywood, gdzie po nieudanych próbach podjęcia kariery filmowej, został głównym scenarzystą i aktorem w popularnym serialu radiowym. Matka Ann Croft, z którą pozostał mały David i której nazwiska postanowił potem używać w całym swoim życiu artystycznym, występowała w musicalach i komediach, z czasem zajęła się także ich produkcją. Croft ukończył szkołę podstawową z internatem, a następnie trafił do podobnego typu szkoły średniej. Musiał jednak przerwać naukę, gdyż jego rodzina wpadła w tarapaty finansowe i nie była w stanie finansować jego nauki. Idąc w ślady rodziców, zaczął występować na scenie.
W czasie II wojny światowej został wcielony do armii i trafił do artylerii. Początkowo brał udział w działaniach wojennych w Afryce Północnej, ale został stamtąd ewakuowany z powodu pogarszającego się stanu zdrowia. Po rekonwalescencji zdał egzamin oficerski i – po przejściu ciężkiego szkolenia – uzyskał promocję na stopień porucznika. W 1945 trafił do Indii, a stamtąd do Singapuru, gdzie zajmował się m.in. organizacją logistyki związanej z przetrzymywaniem japońskich jeńców. Dosłużył się tam stopnia majora, na który został awansowany w wieku zaledwie 23 lat. Następnie wrócił do Londynu, gdzie przez rok służył jako mundurowy urzędnik Ministerstwa Wojny, aby w 1947 zostać wreszcie zdemobilizowanym.
Wrócił do pracy aktora teatralnego. Później trafił do telewizji jako reżyser, scenarzysta i producent specjalizujący się w serialach komediowych.

### Styl
W czasie swojej długiej kariery Croft zyskał pozycję jednego z mistrzów brytyjskiego humoru sytuacyjnego, zaś jego specjalnością stały się seriale bazujące na perypetiach grupy bardzo wyrazistych i różniących się od siebie postaci, które znalazły się w jednym, dość hermetycznym miejscu lub środowisku.
Jako producent znany był ze specyficznej formy doceniania aktorów – wszystkie jego seriale kończyły się charakterystycznym napisem „You have been watching...” (Oglądali Państwo...), po którym pokazywano ujęcia z każdym z aktorów i jednocześnie pojawiało się ich nazwisko. W niektórych serialach wykorzystywano w tym celu fragmenty wcześniejszych scen z danego odcinka (np. w Pan wzywał, milordzie?), a w innych kręcono specjalne „ujęcia wizytówkowe”, które aktorzy mogli zagospodarować według własnej koncepcji, np. machać ręką do widzów lub wznosić ku nim toast (widać to np. w Hi-de-Hi!).

### Emerytura i próby powrotu
W 1998, po zakończeniu produkcji serialu Stacyjka Hatley, w wieku 76 lat oficjalnie ogłosił swoje przejście na emeryturę. W 2004 wydał autobiografię You have been watching..., opisującą zarówno historię jego życia, jak i historię brytyjskiej telewizji widzianą jego oczami. W 2007 ogłosił nieoczekiwanie, że wraca na plan, by pracować nad dwoma serialami. Pierwszy z nich, w którym Croft był jednocześnie producentem i scenarzystą, nosił roboczy tytuł Here Comes the Queen. Scenarzystką drugiego projektu – Zip & Hollow – była jego córka Penny Croft, którą ojciec wspierał jako współproducent. Oba sitcomy długo były na etapie poszukiwań telewizji, które na podstawie nakręconych już odcinków pilotowych zdecydują się na zamówienie całych seriali. Ostatecznie żaden z nich nie wszedł do produkcji.

### Nagrody i wyróżnienia
Croft był czternaście razy nominowany do nagrody telewizyjnej BAFTA, przede wszystkim jako producent (nominowane były całe seriale, przy czym zgodnie z zasadami nagród BAFTA, osobą uznawaną za głównego twórcę i tym samym otrzymującą w takiej sytuacji nagrodę, jest producent; był zresztą także reżyserem wszystkich nominowanych seriali, a w przypadku trzynastu na czternaście nominacji także współscenarzystą). Otrzymał pięć nominacji za Armię tatuśka, cztery za ’Allo ’Allo!, trzy za Hi-de-Hi! oraz po jednej za Are You Being Served? i Up Pompeii. Statuetka trafiła do niego dwa razy: w 1971 za Armię tatuśka oraz w 2008 za całokształt twórczości, wspólnie z Jimmym Perrym.
Dzielił z Perrym także dwa inne wyróżnienia: w 1978 za zasługi dla brytyjskiej telewizji otrzymali wspólnie Order Imperium Brytyjskiego IV klasy (OBE), a w 2003 nagrodę British Comedy Award za całokształt twórczości.

### Życie prywatne
W 1952 roku poślubił Ann, z domu Callender. Mieli siedmioro dzieci, w tym scenarzystkę komediową Penny Croft i aktorkę Rebeccę Croft. Ta ostatnia poślubiła jednego z czołowych aktorów występujących u ojca, Simona Cadella. W swojej wydanej w 2004 roku autobiografii Croft przyznaje się do dwóch pozamałżeńskich romansów (opisywanych zresztą już wcześniej przez tabloidy), z których ostatni miał mieć miejsce pod koniec lat 80., z jedną z aktorek serialu Hi-de-Hi!, Nikki Kelly. Pod koniec życia mieszkał z żoną w wiejskiej posiadłości w hrabstwie Suffolk, posiadał też wakacyjną rezydencję w Portugalii. To właśnie tam zmarł we śnie, w dniu 27 września 2011 roku. Miał 89 lat. Dokładnie trzy miesiące po jego śmierci – 27 grudnia 2011 – BBC wyemitowała godzinny film dokumentalny You Have Been Watching... David Croft, będący oficjalnym pożegnaniem Crofta ze strony stacji i zarazem – jak informuje plansza otwierająca film – hołdem dla niego.

## Stworzone seriale
Ta sekcja uwzględnia tylko seriale, gdzie David Croft był jednym z głównych pomysłodawców, scenarzystów i reżyserów, a często także producentem. Oprócz tego – zwłaszcza na wczesnym etapie swojej kariery telewizyjnej – pracował jako współscenarzysta, producent lub reżyser przy wielu innych produkcjach

### Armia tatuśka(1968–1977)
Pierwszy z seriali Crofta stworzonych wspólnie z Jimmym Perrym i zarazem pierwszy, w którym był równocześnie producentem, reżyserem i jednym z głównych scenarzystów. Rozgrywał się w czasie II wojny światowej i opowiadał o grupie starszych już panów, zmobilizowanych do oddziału obrony terytorialnej. Do dziś zachowała się większość odcinków, ale nie wszystkie, ze względu na istniejącą wówczas w BBC praktykę niszczenia niepotrzebnych już, archiwalnych taśm. Trwają poszukiwania zaginionych odcinków w archiwach innych nadawców i prywatnych kolekcjach. Głównymi gwiazdami serialu byli tacy aktorzy jak Arthur Lowe, John Le Mesurier, Ian Lavender czy Arnold Ridley.

### Birds in the Bush(1972)
Realizowany w koprodukcji brytyjsko-australijskiej serial o perypetiach Anglika, który odziedziczył posiadłość na Antypodach. Kiepsko przyjęty w obu krajach i zamknięty już po jednej serii.

### Are You Being Served?(1972–1985)
Pierwszy serial spółki autorskiej David Croft – Jeremy Lloyd i zarazem jedyny z głównych seriali Crofta rozgrywający się współcześnie. Opowiada o perypetiach pracowników ekskluzywnego domu towarowego w Londynie. Dzięki serialowi wielkimi gwiazdami brytyjskiej telewizji stali się Mollie Sugden i John Inman, a popularność zyskali także Wendy Richard, Frank Thornton czy Nicholas Smith.

### It Ain’t Half Hot Mum(1974–1981)
Drugi serial duetu Croft-Perry, dziś rzadko powtarzany w telewizjach ze względu na wiele treści nie mieszczących się w obecnych standardach poprawności politycznej, zwłaszcza bardzo szyderczy (czy jak sądzą krytycy serialu, rasistowski) sposób zaprezentowania mieszkańców Indii. Dzieje się w Indiach i Birmie, w czasie gdy II wojna światowa zakończyła się już w Europie, ale trwa jeszcze w Azji. Bohaterami są członkowie polowej trupy teatralno-muzycznej. Do najważniejszych aktorów serii należeli Windsor Davies, Donald Hewlett, Michael Knowles czy Don Estelle.

### Podróż pani Noah(1977–1978)
Drugi serial duetu Croft-Lloyd, miał na celu przede wszystkim wykorzystanie popularności Mollie Sugden, zdobytej za sprawa Are You Being Served?. Był próbą stworzenia komediowego science-fiction (wcześniejszą o jedenaście lat od Czerwonego karła, dziś uważanego w Wielkiej Brytanii za najważniejsze osiągnięcie tego podgatunku). Powszechnie uznany za nieudany, został zamknięty po sześciu odcinkach i dziś pamiętany jest przede wszystkim jako pierwsza ważna rola telewizyjna Gordena Kaye’a, późniejszego René z ’Allo ’Allo!.

### Hi-de-Hi!(1980–1988)
Trzeci serial stworzony wspólnie z Perrym, rozgrywa się pod koniec lat 50. w prowincjonalnym ośrodku wypoczynkowym nad morzem. Bohaterami są animatorzy, starający się zapewnić wczasowiczom dobrą zabawę. Napisany z pewną nutą nostalgii, stał się trampoliną do popularności dla takich aktorów jak Paul Shane, Jeffrey Holland, Su Pollard, Ruth Madoc czy Simon Cadell (ten ostatni stał się zięciem Crofta, którego córkę poznał na planie).

### Oh Happy Band(1980)
Trzeci serial duetu Croft-Lloyd, opowiadał o członkach orkiestry dętej z małego miasteczka, walczącej przeciw budowie w pobliżu lotniska. Przyjęty bez entuzjazmu, został zamknięty po jednej serii, a dziś pozostaje właściwie zupełnie niedostępny – nie jest powtarzany, nie wydano go też na żadnym nośniku.

### ’Allo ’Allo!(1982–1992)
Zdecydowanie najbardziej znany poza Wielką Brytanią, w tym w Polsce, spośród seriali Davida Crofta. Trzeci serial tego autora umiejscowiony podczas II wojny światowej, rozgrywa się w małym miasteczku w okupowanej przez Niemców Francji, gdzie życie koncentruje się wokół niewielkiej kawiarni. W znacznej mierze opiera swój humor na eksploatacji stereotypów dotyczących różnych europejskich nacji, jednocześnie jest niezwykle trudny w tłumaczeniu ze względu na liczne zniekształcenia językowe (i towarzyszące im gry słów), zastosowane po to, aby zaznaczyć, że postacie mówią wieloma językami (choć wszyscy aktorzy mówili po angielsku). Przez pierwszych sześć serii pisany przez Crofta i Lloyda, później Crofta zastąpił Paul Adam. Do najważniejszych aktorów należeli Gorden Kaye, Carmen Silvera, Richard Gibson, Guy Siner, Kenneth Connor czy Arthur Bostrom.

### Pan wzywał, milordzie?(1988–1993)
Według wspomnień samego Crofta, w założeniu najpoważniejszy pod względem tematyki i stylu spośród jego seriali, miał stanowić komedię społeczną, parodiującą liczne w brytyjskiej telewizji seriale kostiumowe o życiu arystokratów i ich służby, ale zarazem oddającą też autentyczne przemiany w brytyjskim społeczeństwie okresu międzywojennego. Zdobył szeroką popularność zwłaszcza w Europie Środkowej, szczególnie w Polsce i na Węgrzech, gdzie trafił jako jeden z pierwszych zachodnich seriali komediowych po upadku komunizmu. Ostatnie wspólne dzieło duetu Croft-Perry, skupiające w jednej produkcji gwiazdy wcześniejszych seriali tej spółki autorskiej.

### Grace & Favour(1992–1993)
Kontynuacja po latach Are You Being Served? z udziałem piątki tych samych głównych bohaterów i aktorów, opowiada o próbach prowadzenia wiejskiego hotelu przez byłych pracowników domu towarowego w stolicy. Ostatni pełnowymiarowy serial Crofta i Lloyda.

### Stacyjka Hatley(1995–1997)
Ostatni serial w karierze Crofta, jego współscenarzystą był tym razem Richard Spendlove. Croft po raz kolejny (po Hi-de-Hi!) w dość sentymentalny sposób powraca do lat 60., tym razem w świat małych stacyjek kolejowych obsługiwanych przez pociągi z dymiącymi parowozami. W rolach głównych, po raz trzeci w jego produkcjach, tercet Paul Shane, Jeffrey Holland i Su Pollard.

### Piloty
David Croft i Jeremy Lloyd napisali wspólnie dwa seriale, których żywot zakończył się już na odcinku pilotowym. Były to:
- Which Way to the War (1994) – był czwartą próbą zmierzenia się Crofta z tematyką II wojny światowej, tym razem w realiach pustyni w Afryce Północnej. Jedyny serial Crofta napisany dla ITV, które wyemitowało pilota, ale nie zdecydowało się na zamówienie całej serii.
- Here Comes the Queen (2007) – serial napisany na specjalną prośbę Wendy Richard, która chciała powrócić nim do świata komedii po ponad 20 latach gry w operze mydlanej EastEnders. Opowiada o dwójce niemłodego już angielskiego rodzeństwa, które odkrywa, iż są ostatnimi następcami tronu dawnego królestwa w Europie Wschodniej. Croft wyprodukował własnym sumptem odcinek pilotowy, ale żadna stacja telewizyjna nie była nim zainteresowana.